# Ведьма
Ве́дьма (ст.‑слав. вѣдьма — «та, что обладает ведовством, знанием» от ст.‑слав. вѣдѣти — «знать, ведать»; также вештица, колдунья, волшебница, чаровница) — женщина, практикующая магию (колдовство), а также обладающая магическими способностями и знаниями; женщина, вступившая в союз с дьяволом или другой нечистой силой с целью обретения сверхъестественных способностей. Персонаж низшей мифологии и народных поверий народов Европы. В современном русском языке слово «ведьма» имеет также ругательное и саркастическое значение.

## Исторические представления

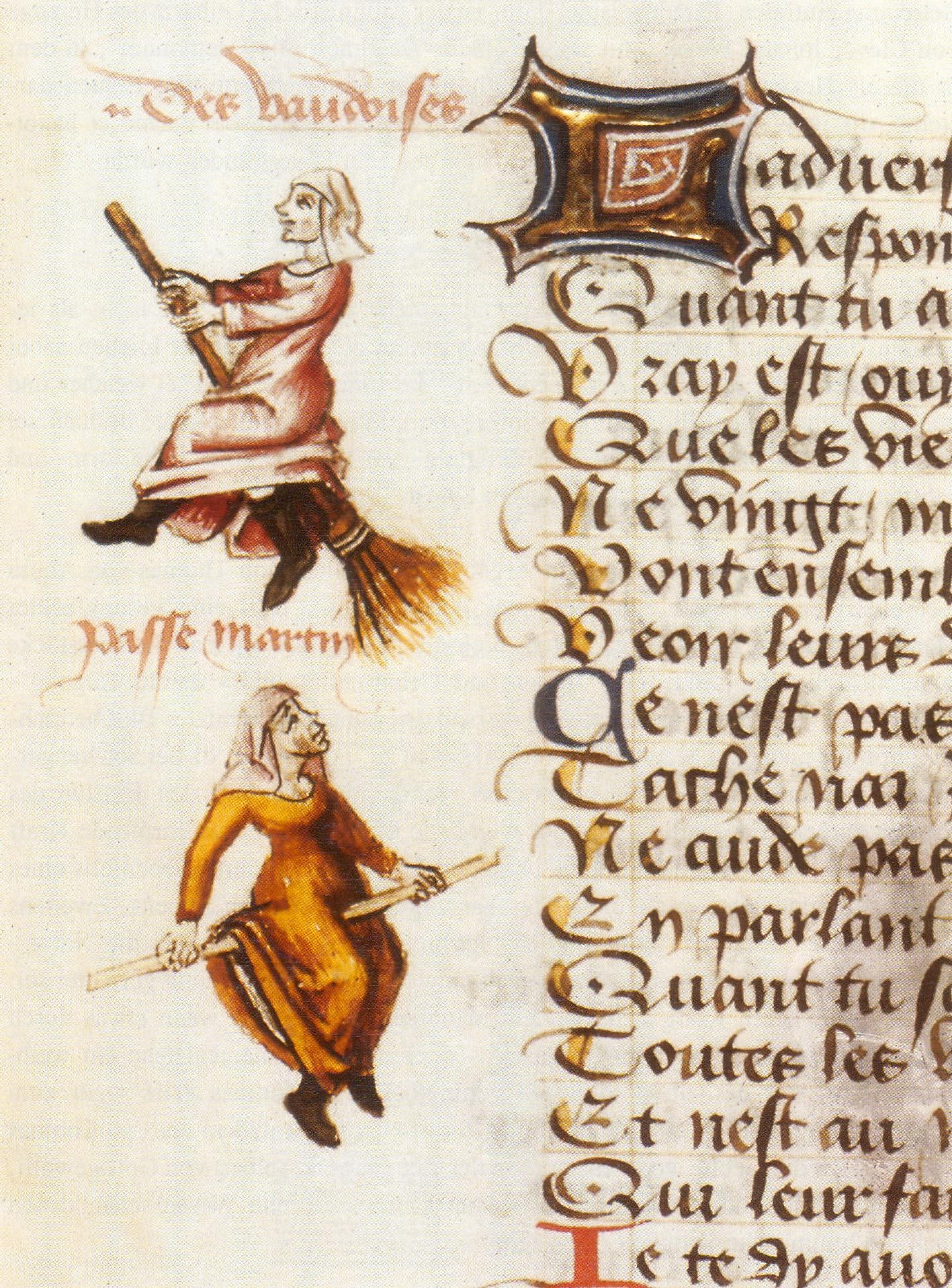
Ведьмы. Миниатюра рукописи Мартина ле Франка «Защитник дам» (1451 год).

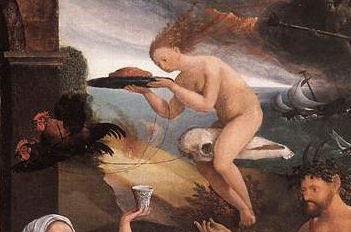
Фрагмент картины Я. К. ван Остзанена «Саул и ведьма из Эндора» (1526).

Людей, владеющих опасными знаниями и умениями, издавна уважали или опасались. В Средние века сложилось представление, что женщина становится ведьмой, заключив договор с дьяволом. Ведьмам приписывалось участие в шабашах на «лысых горах» для общения с нечистой силой (например, в Вальпургиеву ночь), куда ведьмы слетались верхом на помеле, козле или свинье, в которых могли превратить человека; совокупление с демонами в образе мужчин (инкубами); принесение в жертву младенцев.
Подобное суеверие привело к всплеску с конца XV — до середины XVII веков массовых преследований и казней женщин, считавшихся ведьмами. Этот период в Западной Европе вошёл в историографию под названием «охота на ведьм». Руководствуясь, в частности, написанным в 1486 году трактатом «Молот ведьм», Святая инквизиция начала массовые судебные процессы над так называемыми «ведьмами». Ведовские процессы велись не только инквизицией: они происходили и в протестантских государствах, а также в американских колониях Англии (Салемские ведьмы). Преступлением (ересью), требующим применения пыток и смертной казни, объявлялось даже неверие в существование ведьм.
Во многих славянских странах ведовские процессы были менее распространены, и приговоры были мягче.
У славян основными умениями ведьм считались:
- способность к вредительству;
- умение отбирать молоко у коров, шерсть у овец, яйца у домашней птицы и сало у свиней;
- лишать людей урожая и превращать их в вурдалаков;
- насылать болезни;
- портить продукты;
- руководить погодой — вызвать град, засуху и т. п.

Считалось, что даже приснившись, ведьма может привести к неприятностям.
Национальный научный фонд (США) относит существование ведьм к одному из наиболее распространённых среди американцев псевдонаучных убеждений.

### Дуалистический образ
Ведьма (буквально: «та, кто владеет тайными сведениями») — один из ярчайших персонажей демонологии. Её описания и характеристики довольно детально представлены в этнографической литературе. Она символизирует не только абстрактное зло; иногда она может выступать символом смертоносной язвы или даже смерти, и в этом смысле её действия подобны действиям вампира.

Бледное морщинистое лицо, крючковатый нос, который ловит всяческие запахи, большие алчные губы, каждый глаз по пятаку, недвижимые веки, которые не может пошевелить даже направленный в глаза солнечный луч — вот портрет нечестивого существа в облике женщины, без участия которой не обходилось ни одно нехорошее дело на земле.
От сердитого и мстительного характера некоторых ведьм этимологи выводят происхождение ругательного значения слова «ведьма» — «злая, сварливая женщина». Близко этому и слово «ворожея́» (от «ворог» — «приворожить, вор, враг, вред»). Характерной способностью ведьмы является умение быть «всегда молодой» и перевоплощаться в разные образы («быть разнообразной»). В современной жизни христианского населения ведьма может быть символом нехорошей, сварливой женщины, а также человека, который много знает и может влиять на ход событий.

### Народная классификация

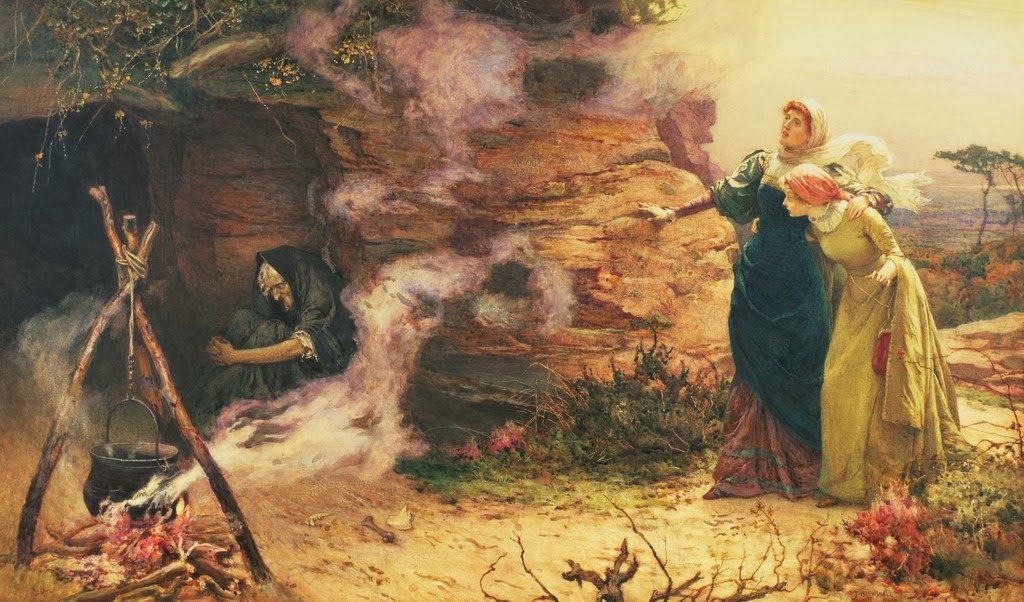
Эдвард Бретвалл. «Визит к ведьме» (1882).

В народе разделяли ведьм на две категории — «от рождения» и «учёных». Прирождённая, природная, или «от рождения» ведьма появляется, если у кого-то рождается подряд семь девушек, а между ними ни одного мальчика, или является представительницей третьего поколения внебрачных девушек или является просто дочерью ведьмы (в зависимости от региона). Прирождённая ведьма могла родиться у матери, которая, будучи беременной, готовила праздничные вечерние кушанья и ненароком проглотила уголёк, или же когда ребёнка ещё в утробе матери прокляли «в такую минуту». Или когда ребёнок рождается вследствие чужой смерти.
«Учёная» ведьма набирается своих сверхъестественных сил от другой ведьмы, или от чёрта, вообще от нечистой силы. Отличия между «прирождённой» и «учёной» ведьмами в том, что прирождённая ведьма может иногда и исправить причинённый вред, но учёная никогда этого не сделает: «Хуже ведьма учёная, чем прирождённая».
Также встречается поверье, что прирождённые ведьмы и колдуны, не могут иметь потомства с обычными людьми. Только при совместном союзе ведьмы и колдуна одновременно может родиться один мертворождённый и один живой ребёнок.

### Инициация ведьмы
Училась ведьма у другой ведьмы или у чёрта. Народные пересказы связывают с процессом «инициации» ведьмы ритуалы, такие как, например, топтание иконы, прочтение молитвы наоборот, перебрасыванием через нож. Старшая ведьма также может умыть свою ученицу волшебным отваром, после чего та вылетает на улицу через печную трубу и возвращается уже настоящей ведьмой.

### Наиболее частое проявление активности

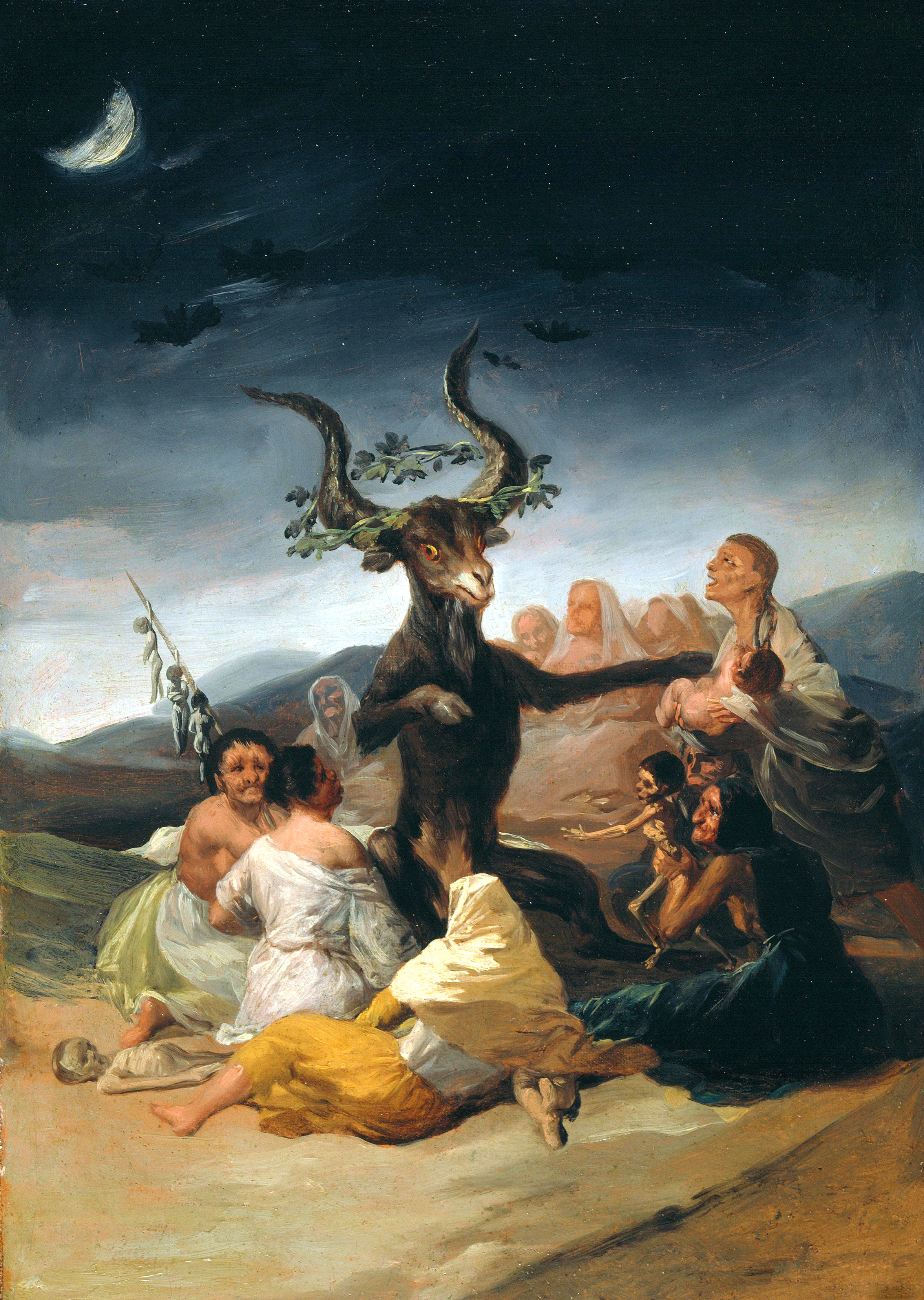
Ф. Гойя. «Шабаш ведьм» (1798). Снимок росписи в «Доме Глухого» (1874).

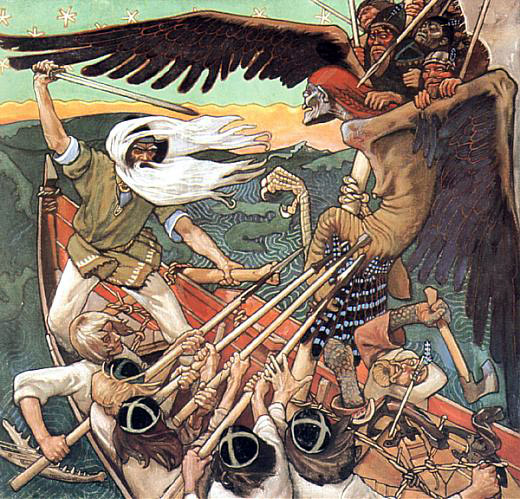
«Бой с ведьмой» (1896). Иллюстрация Аксели Галлен-Каллелы к «Калевале».

Нет ситуации в сельской жизни, в которую ведьма не могла бы вступить и не наделать вреда: она может вызвать град, разные болезни, и даже смерть, завивая закрутки на ниве; воровать звёзды с неба и вызвать затмение Солнца и Луны.
В народных поверьях ведьмы способны летать, как непосредственно, так и используя для этого веник или метлу. Натираются неким снадобьем или наносят на запястье специальную мазь; вылетают через печную трубу. В восточно-славянской мифологии цель их полёта, обычно — Лысая Гора под Киевом, в немецкой — Брокен, в итальянской — Беневентский дуб. Здесь они организуют свои шабаши, то есть сборища («разгульные банкеты»), и отчитываются о совершённых злодеяниях перед высшей нечистой силой.
Перед посещением шабаша ведьма (группа ведьм), во время заклинаний, полностью натирает себя особой мазью на основе: змеиного жира, резеды, аконита, белены, белладонны, дурмана, истолчённого в порошок сухого красного мухомора, пепла коры волчьего лыка («Вечірній колдовник», XVII век).
После смерти, ведьмы, как и упыри, могут вставать из могил, особенно если испытывали в жизни какую-то несправедливость, за которую хотят отомстить. На вере в это построена повесть Н. В. Гоголя «Вий».
Ведьмы по народным представлениям могут иметь влияние на погоду, задерживать дождь и насылать таким образом засуху. В связи с этим суеверием был обычай испытания ведьм водой, о котором упоминает в своём «Слове» 1274 года Серапион, епископ Владимирский, который был первым архимандритом Киево-Печерской лавры и написал своё «Слово» против самосудов над ведьмами на основании своих наблюдений за жизнью народа.

### Испытание водой
В судебных актах XVIII века встречаются непосредственные указания на испытание ведьм водой, так называемый «Суд Божий». Так, в 1709 году крестьяне и шляхтичи испытывали водой шляхтянку Яворскую: её раздели догола, связали накрест, как это обычно в таких случаях делалось — большой палец правой руки привязывали к большому пальцу левой ноги, а палец левой руки привязывали к пальцу правой ноги, — между связанными руками и ногами продели шнур и спустили горемычную в воду. И если она тонула, её признавали невиновной.
Описание подобного испытания водой показал Григорий Квитка-Основьяненко в своём произведении «Конотопская ведьма».

### Отличия в представлениях о ведьмах у славянских народов

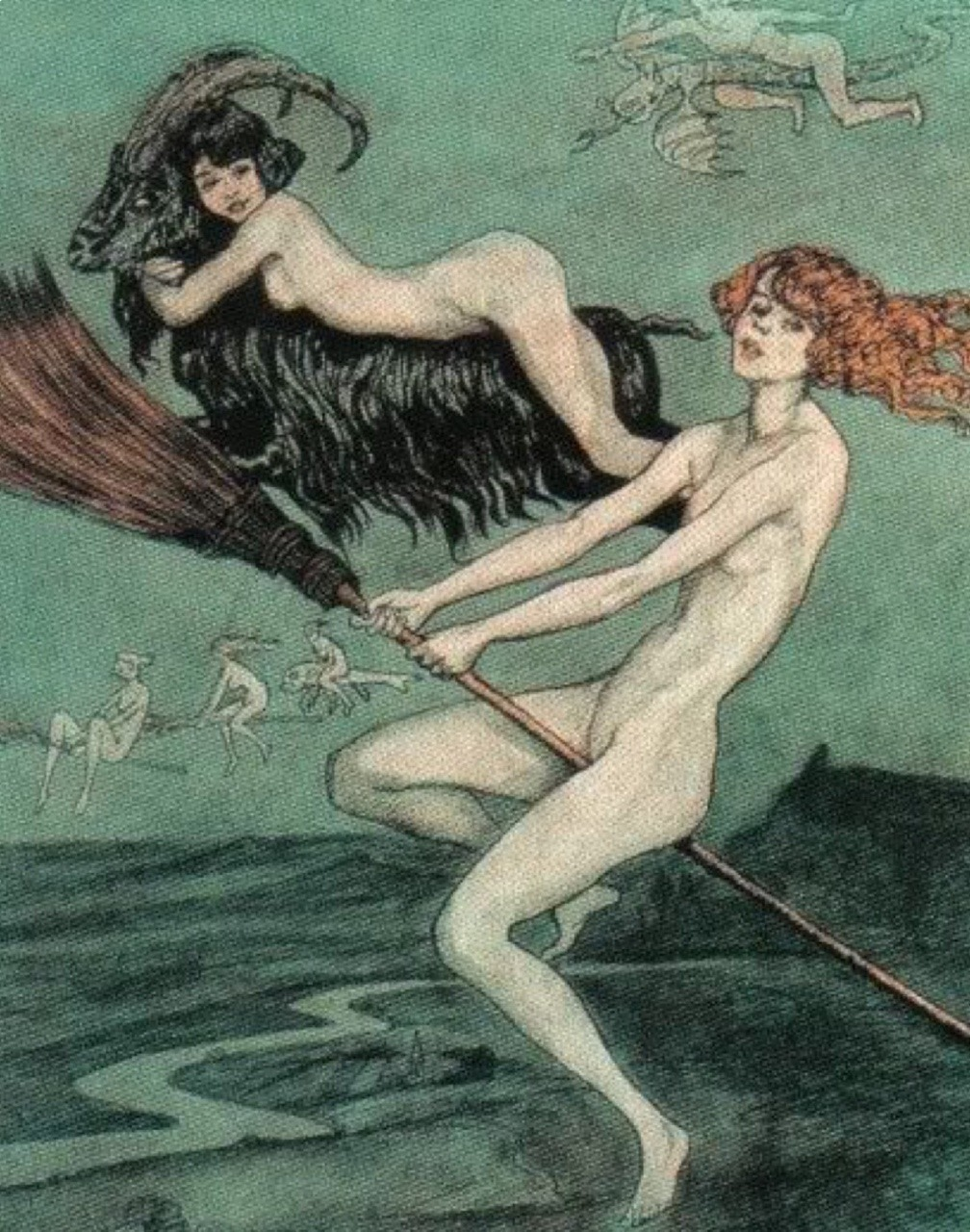
Ведьмы

В своё время профессор В. Б. Антонович обратил внимание на отличия в отношении к ведьмам у славян, и в Западной Европе, где ведьм очень строго преследовали и сжигали. В Западной Европе главным основанием для преследования ведьм было подозрение в отношениях с нечистой силой, отступлении от «правильной» религии, то есть в так называемой апостасии. У славян, вместе с тем, все процессы против ведьм были построены на жалобах о каком-то конкретном вреде, который якобы причинила ведьма.
В России ведьмы, наравне с проститутками, находились под защитой закона (пусть и с предельно низким общественным статусом), за их оскорбление полагалась выплата («бесчестье»); ведовство само по себе не являлось преступлением. Судебник 1589 года гласит: «…А блядям и видмам бесчестия 2 деньги против их промыслов». В Западной Европе ведьму привлекали к ответственности государственные, а чаще церковные учреждения.
Причина мягкости судебных приговоров относительно ведьм у славян и вообще отличного от западного трактования ведьм заключалась не столько в гуманизме православных судей, сколько в отсутствии в России демонологических представлений, вызывающих на западе жестокое преследование колдунов.
«Допуская возможность волшебного таинственного влияния на бытовые, повседневные обстоятельства жизни, не видели взаимосвязи этих влияний со злым духом; демонология не только не была развита, как стройно упорядоченная система представлений, но до конца XVIII века, насколько можно судить, совсем не существовала в народном воображении. Народный взгляд на волшебство был не демонологический, а исключительно пантеистический. Допуская существование в природе сил и законов, вообще неизвестных, народ считал, что многие из этих законов известны лицам, которые сумели тем или иным способом их познать. Итак, само по себе познание тайны природы не считалось за что-то греховное, противоречащее религиозному обучению…»В. Б. Антонович

Рассматривая и дополняя вышеуказанный взгляд Антоновича, К. Ф. Штеппа в киевском «Перв. Гражданстве» (1928, кн. II), в свою очередь, отмечал, что 
«не отсутствие демонологии, как думал Антонович, а особый, отличный от Западной Европы характер её был причиной и особого отношения нашей общины к её адептам»К. Ф. Штеппа

## Охота на ведьм

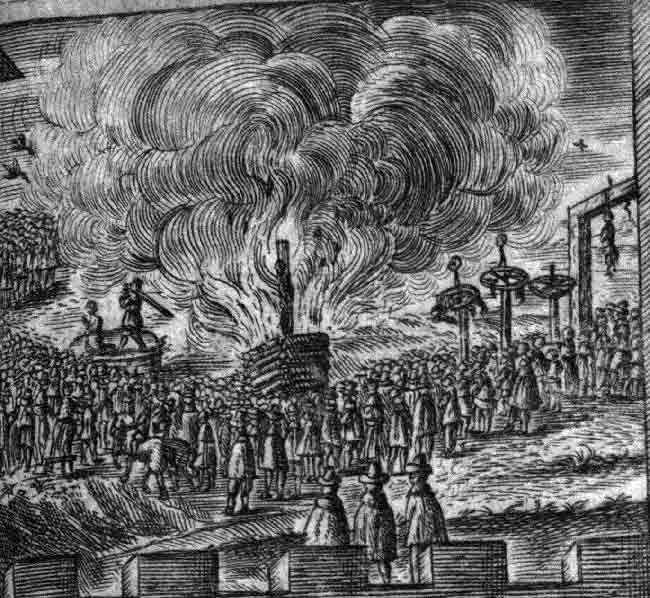
Дитрих Реинкингк. «Сожжение ведьм» (1662)

С конца XV века, после издания «ведовской буллы» папы Иннокентия VIII — «Summis desiderantes affectibus» (1484), в Европе начинаются времена массовых процессов против ведьм. В те времена инквизиция начала беспощадное искоренение ведьм и колдовства; количество жертв данной буллы исчислялось сотнями тысяч человек. После принятия буллы, за первые 150 лет в Германии, Испании и Италии на аутодафе было сожжено более 30 тысяч женщин. Самые масштабные расправы над ведьмами проходили в XVI и XVII веках. Практическими руководствами по охоте на ведьм для инквизиторов служили используемые церковью того периода труды «Directorium Inquisitorum» и «Молот ведьм». В отношении женщин, подозреваемых в ведовстве, святой инквизицией применялись такие методы наказаний и пыток, как «деревянный конь», «позорный стул», «стул ведьмы» и др. Последней женщиной в Европе, приговорённой к смерти за ведьмовство, была швейцарка Анна Гёльди (1734—1782).